# Mairie du 7e arrondissement de Paris
La mairie du 7e arrondissement de Paris ou hôtel de Villars est le bâtiment qui héberge les élus et les services municipaux du 7e arrondissement de Paris, en France.

## Situation et accès
La mairie du 7e arrondissement est située 116 rue de Grenelle à proximité des stations Assemblée nationale sur la ligne 12 du métro et Musée d’Orsay sur le RER C.

## Historique
L’hôtel du président à mortier Jacques le Coigneux est construit entre 1645 et 1657.
Claude Louis Hector de Villars loue puis achète en 1710 l’hôtel pour en faire sa demeure parisienne. Il le fait aménager par Germain Boffrand. Entre 1714 et 1717, l’hôtel est agrandi à l’ouest par un nouveau bâtiment dit « petit hôtel de Villars ».
La Ville de Paris achète l’hôtel en 1862 pour 1 350 000 francs et des aménagements sont réalisés par Joseph Uchard. Le 1er août 1865, la mairie du 7e arrondissement, déménage du 7 de la rue de Grenelle vers le 116.
La façade du bâtiment donnant sur le jardin est inscrite au titre des monuments historiques par arrêté du 15 mai 1926.
La salle du conseil porte le nom de « salle Frédéric-Dupont », du nom de l'ancien maire Édouard Frédéric-Dupont.

## Galerie

### Bâtiments

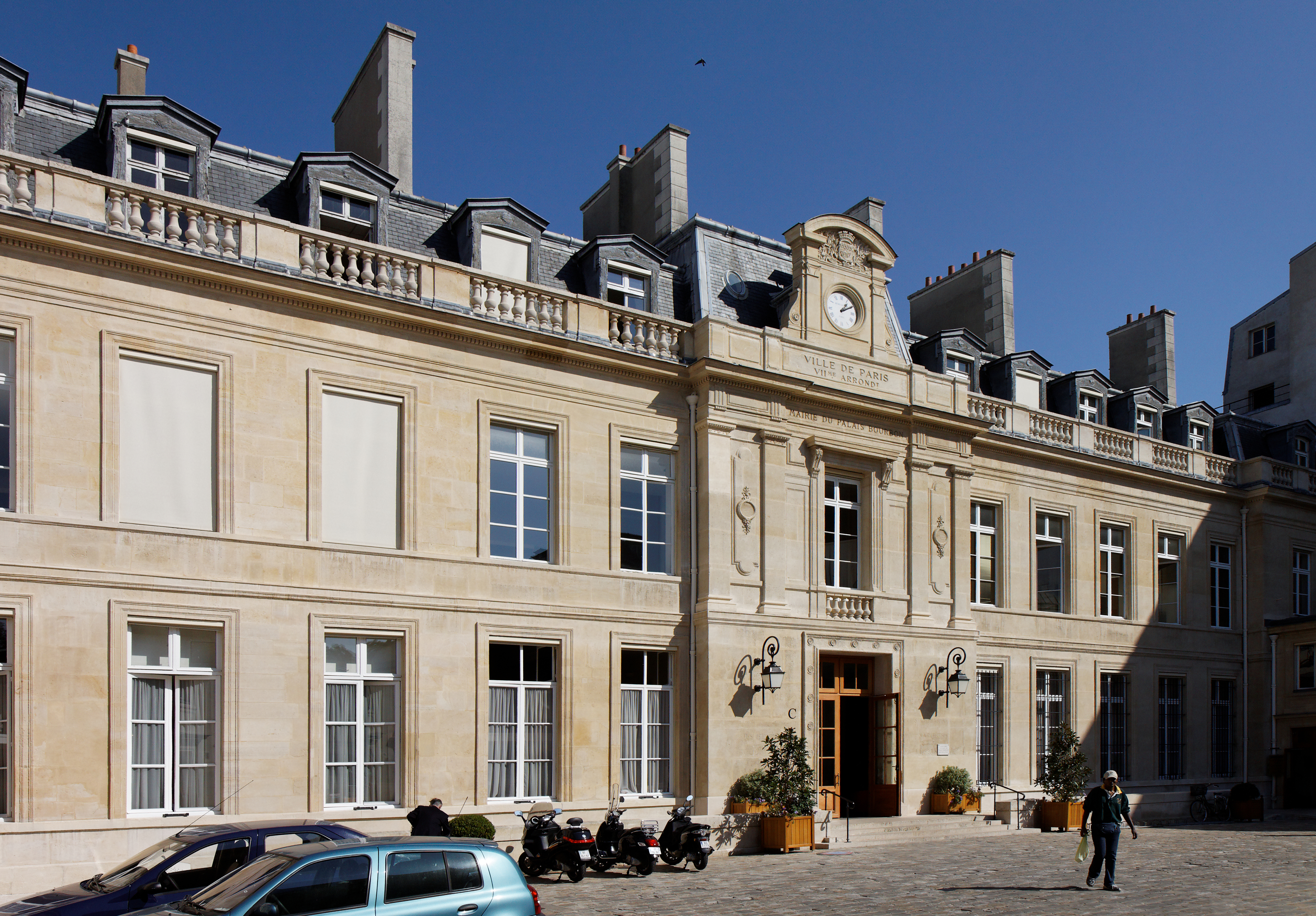
Cour
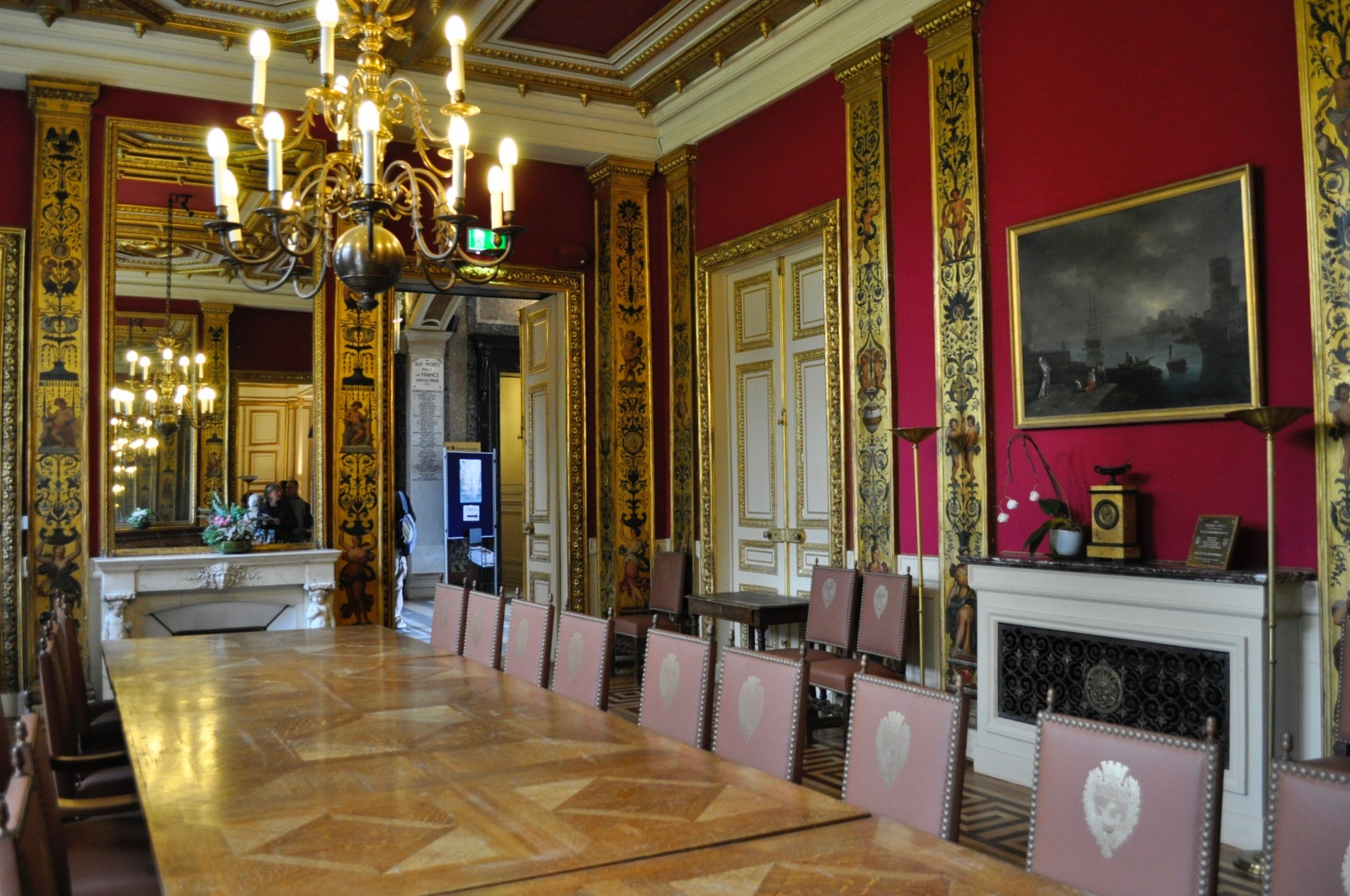
Salle du conseil
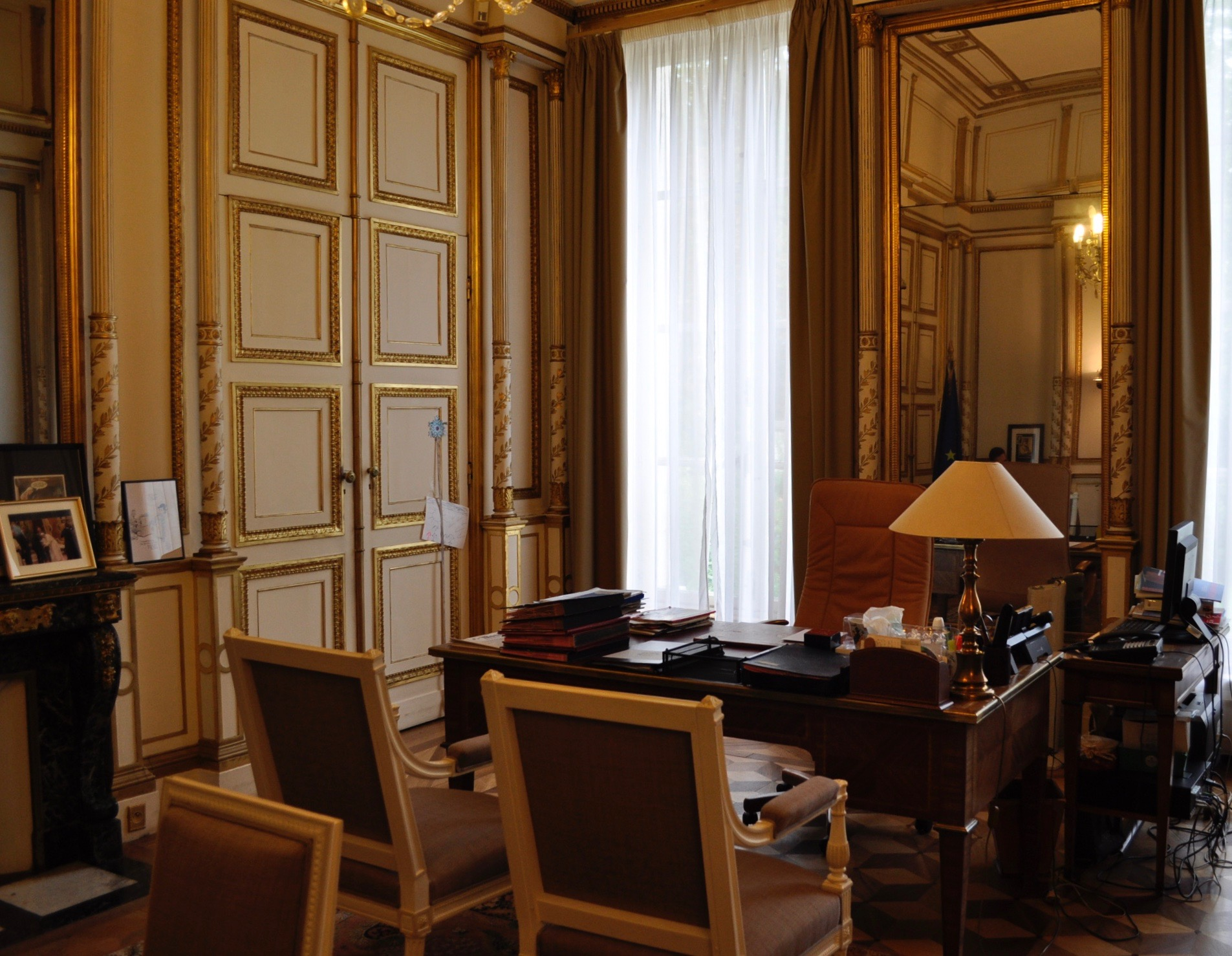
Bureau du maire
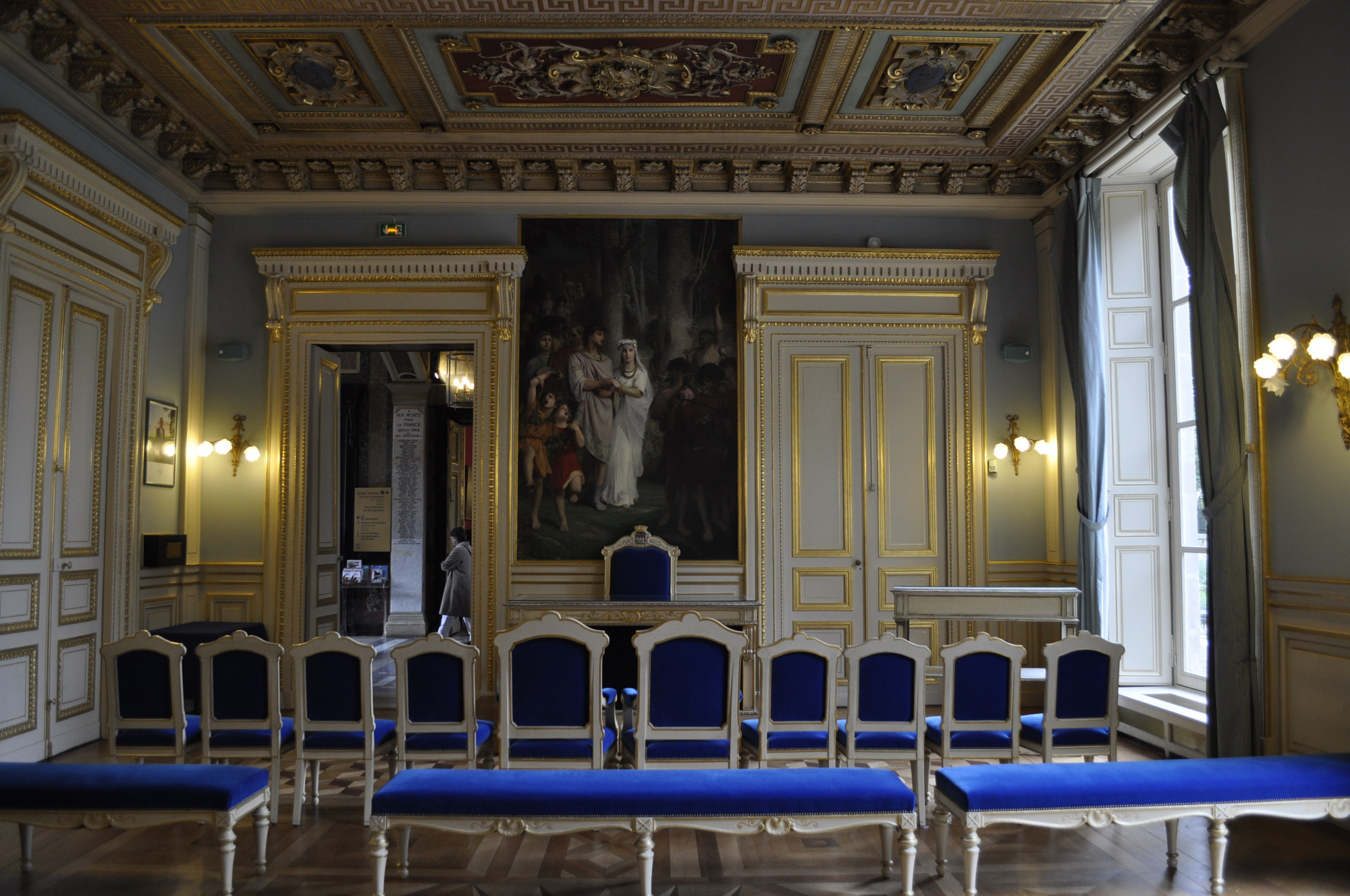
Salle des mariages

### Jardins

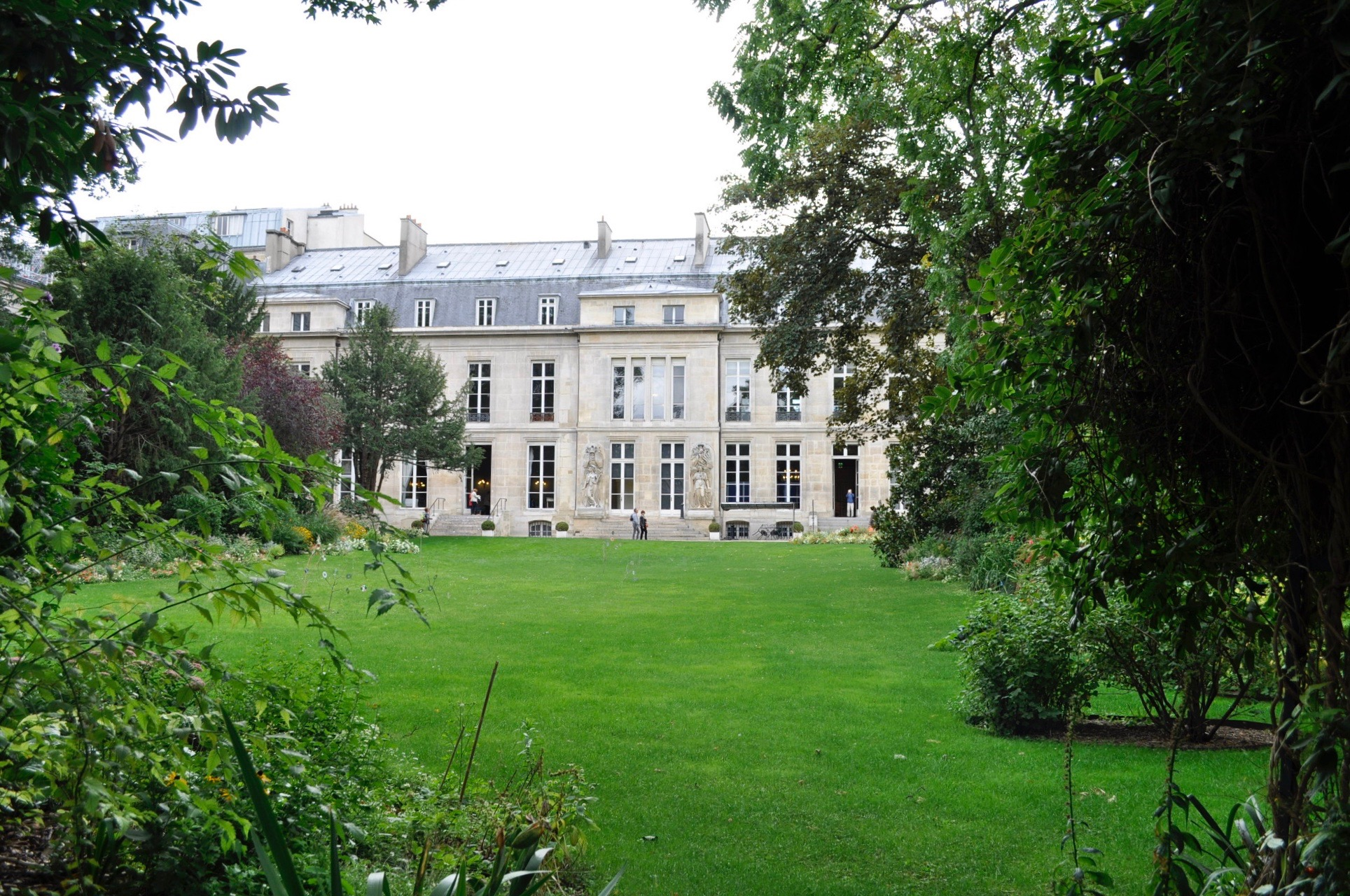
Jardins.
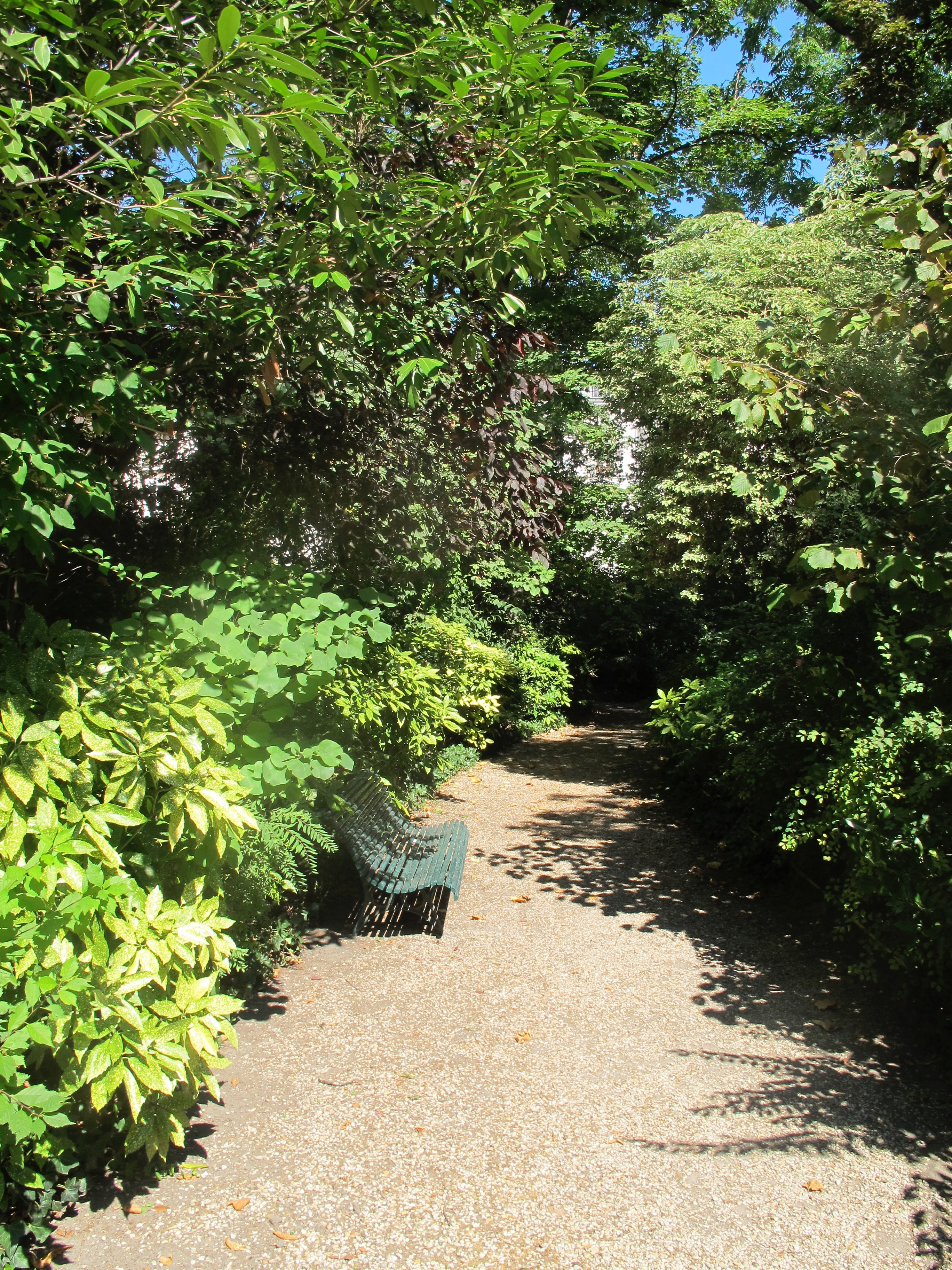
Allée.
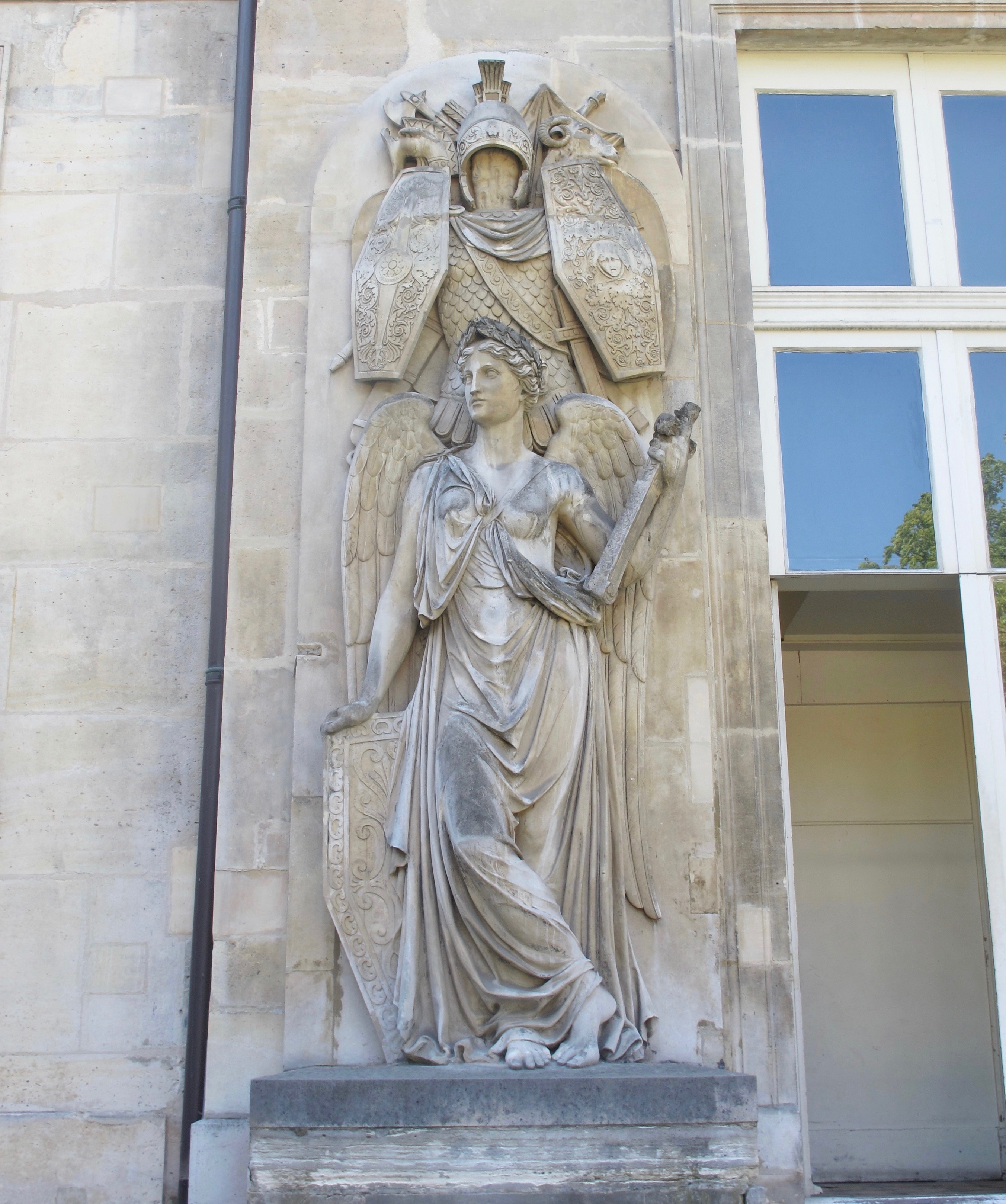
Bas-relief.
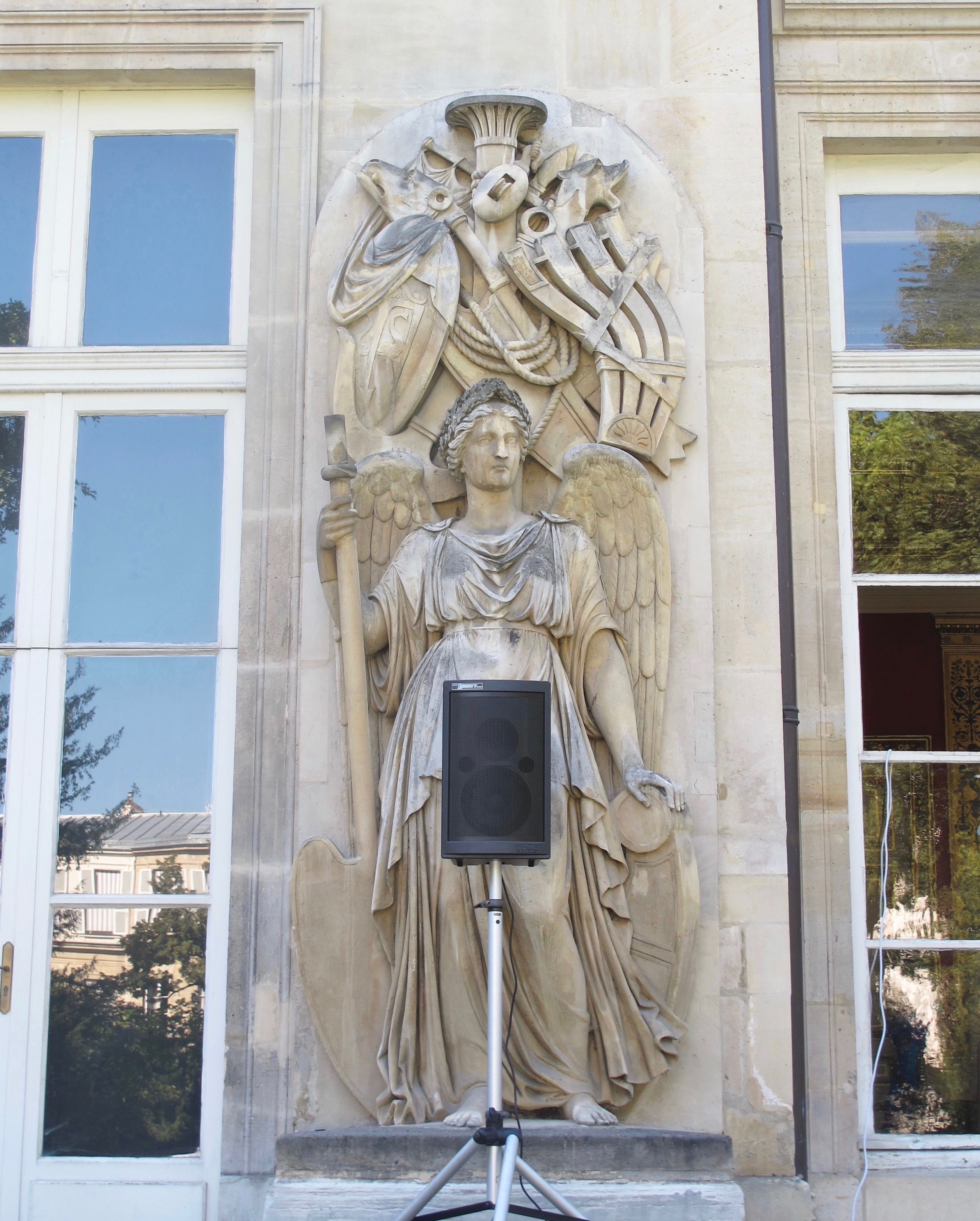
Bas-relief.